# 白川ダム (山形県)
白川ダム（しらかわダム）は、山形県西置賜郡飯豊町、一級河川・最上川水系置賜白川（おきたましらかわ）に建設された直轄初のロックフィルダムである。
国土交通省東北地方整備局が管理を行う国土交通省直轄ダムで、高さ66メートルのロックフィルダム。置賜白川及び最上川の治水と山形県置賜地方への利水、そして山形県企業局による公営水力発電を目的とした特定多目的ダムで、現在は寒河江川の寒河江ダムと共に国土交通省東北地方整備局・最上川ダム統合管理事務所によって総合的に運用が行われている。ダムによって形成された人造湖は河川名を採って白川湖（しらかわこ）と命名され様々なイベントの実施など積極的な開放によって現在は年間約35万人が訪問する観光地である。4月中旬から5月中旬の約1ヶ月だけ姿を現す水没林は、近年人気の景勝地に成長している。なお、奈良県の大和川水系高瀬川にも同名のダムが存在する。

## 沿革
最上川における治水事業は1913年（大正2年）より行われていたが、戦後の水害続発に伴って最上川本川の河川改修のみならず主な支流に河川総合開発事業による多目的ダムが計画され、置賜野川、鮭川、馬見ヶ崎川などで山形県によって補助多目的ダムが建設された。一方建設省（現・国土交通省）は1949年（昭和24年）に経済安定本部が策定した「河川改訂改修計画」に則り「第一次最上川改定改修計画」を定め、河道の整備や堤防の築堤を中心とした河川改修が行われていたが、1958年（昭和33年）7月の狩野川台風による水害（浸水家屋1,425戸、堤防決壊114ヶ所など）を受け1963年（昭和38年）に「第二次最上川改定改修計画」を策定した。この中で飯豊山を水源として長井市で最上川に合流する置賜白川にダムを建設する事で、下流の洪水調節を図ろうと考えた。
だが、1967年（昭和42年）8月28日、置賜地域を中心に羽越豪雨が襲った。この豪雨は1913年の豪雨を上回る洪水となり死傷者145名、家屋全半壊・流失133戸、浸水家屋16,610戸と過去最悪の被害をもたらし、激甚災害法に指定される程のものであった。この際にダムサイト（予定地）における洪水流量は当初計画していた850トン／秒を倍近く上回る1,400トン／秒を記録。洪水調節計画の再検討を迫られた。こうした経緯から建設省は「最上川水系工事実施基本計画」を策定、この中で長井市小出地点における計画高水流量を3,800トン／秒とし、その内400トン／秒をダムによる洪水調節でカットする計画とした。同時に飯豊町への工業用水道供給や流域農地への灌漑用水供給、県営水力発電事業の参画を受け1968年（昭和43年）より「白川総合開発事業」として白川ダムが計画された。

## 目的
白川ダムは最上川水系初の特定多目的ダムとして計画された。型式は中央土質遮水壁型ロックフィルダムで右岸部の堤体が上流側にやや折れ曲がっている。高さは当初69.0mであったが後に3.0m低減し66.0mとなった。ダム建設に伴って飯豊町の104戸・117世帯が水没する事となったが、白川ダムの場合は建設省による補償基準が水没者団体に示されてから、わずか3ヶ月で補償交渉が妥結するというスピード決着となった。これは羽越豪雨を始め1969年（昭和44年）・1971年（昭和46年）と連続して水害が発生し、事業に対して水没住民が理解を示した事が理由としてあげられる。
1971年よりダムの本体工事に着手した。当初は1977年（昭和52年）に完成予定時期を定めていたが、地質が凝灰岩質砂岩であり非常に脆弱だった事から、透水性の岩盤対策やダムサイト左岸の地すべり対策に時間を費やした事により事業は遅延。結局当初の予定より4年後の1981年（昭和56年）に完成し運用が開始された。
ダムの目的は置賜白川と最上川上流部の洪水調節、西高峰頭首工地点における既得農地に対する慣行水利権分の農業用水を補給する不特定利水、西置賜郡における水田3,567.2ha・畑273.9haへの新規灌漑、飯豊町における日量10,000トンの工業用水道供給、そして山形県企業局による公営の水力発電（認可出力：8,900kW）である。
最上川における建設省のダム事業はその後寒河江川に寒河江ダムが1990年（平成2年）に完成し、置賜野川の長井ダムが2011年（平成23年）に完成した。白川ダム、寒河江ダム、長井ダムは現在国土交通省東北地方整備局最上川ダム統合管理事務所において総合的な管理が行われている。

## 白川湖

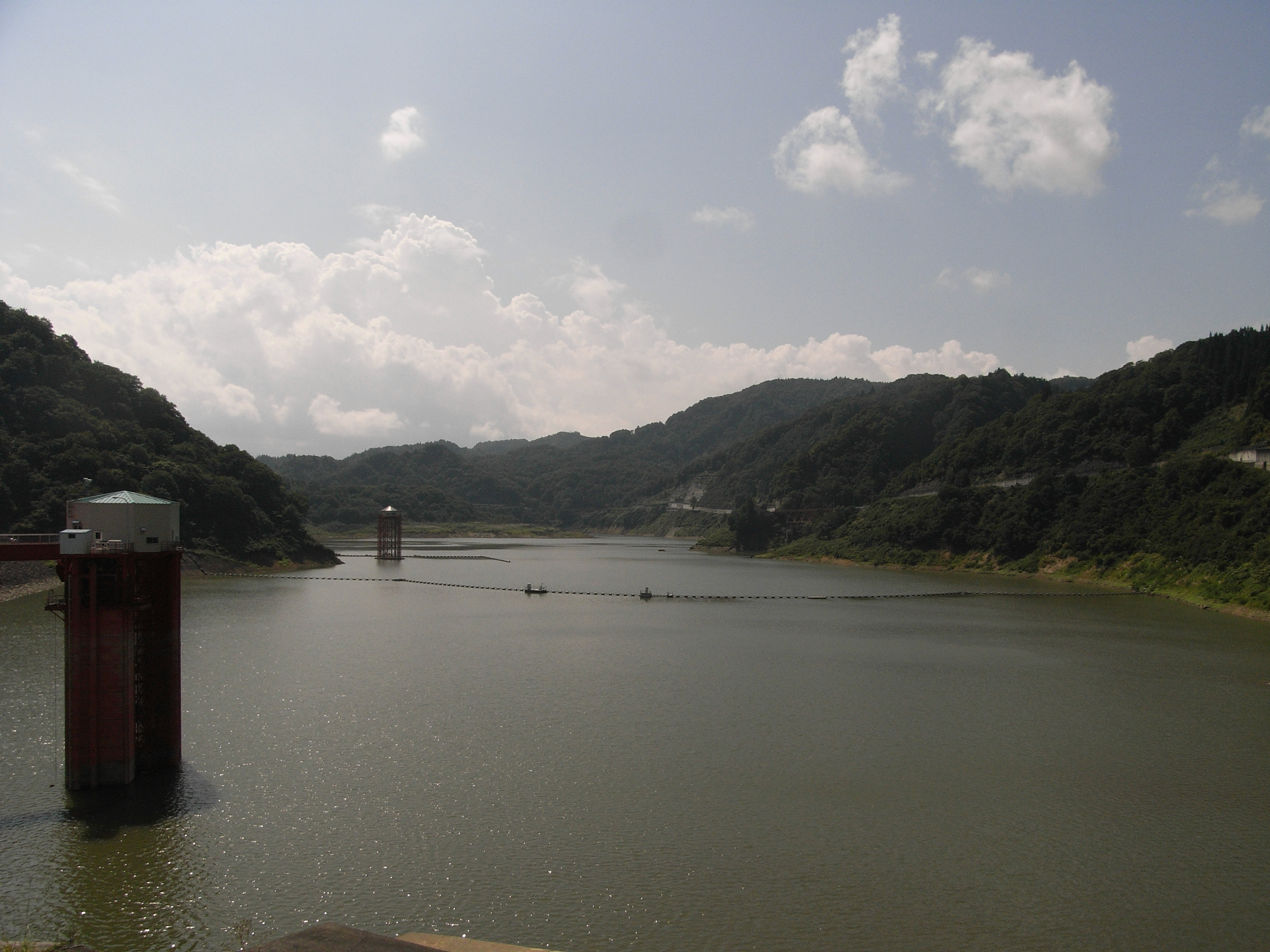
白川ダム管理支所から望む。

白川ダムによって出現した人造湖は白川湖（しらかわこ）と命名された。総貯水容量は50,000,000トンで置賜地域では随一の規模を誇る。白川湖周辺は四季折々に様々な風景を見せる他、様々なイベントが行われている。こうした開放事業は1994年（平成6年）に当時の建設省が「地域に開かれたダム事業」をダム管理の主要業務の一つとして定めたことによるものであるが、白川ダムの場合はこうしたイベントの定期開催などが功を奏して2003年（平成15年）国土交通省が調査した「ダム・ダム湖利用実態調査」では年間35万人の観光客が訪れていることが判明。日本にある国土交通省直轄ダムの中でも第九位の観光客数となり、県南地域の観光地として成長した。
毎年4月上旬にはオオヤマザクラが湖岸に咲き誇り、雪を被った飯豊山地とのコントラストが美しい。5月初旬には「全国白川ダム湖畔マラソン大会」がダムサイトを発着点として行われる。3km・5km・10kmの3コースがあり例年1,000～2,000人が参加する。またこの頃は雪融け水をダムから放流する風景も見られ、豪快な放流を堪能する事が出来る。
夏になると7月下旬には「SNOWえっぐフェスティバル」が白川ダム湖畔公園で実施される。『真夏の雪の祭典』としても有名で、夜には白川湖畔で花火大会も行われる。秋には10月下旬頃の紅葉が見頃で、冬には白川湖の結氷が見られる。

### 白川湖の水没林

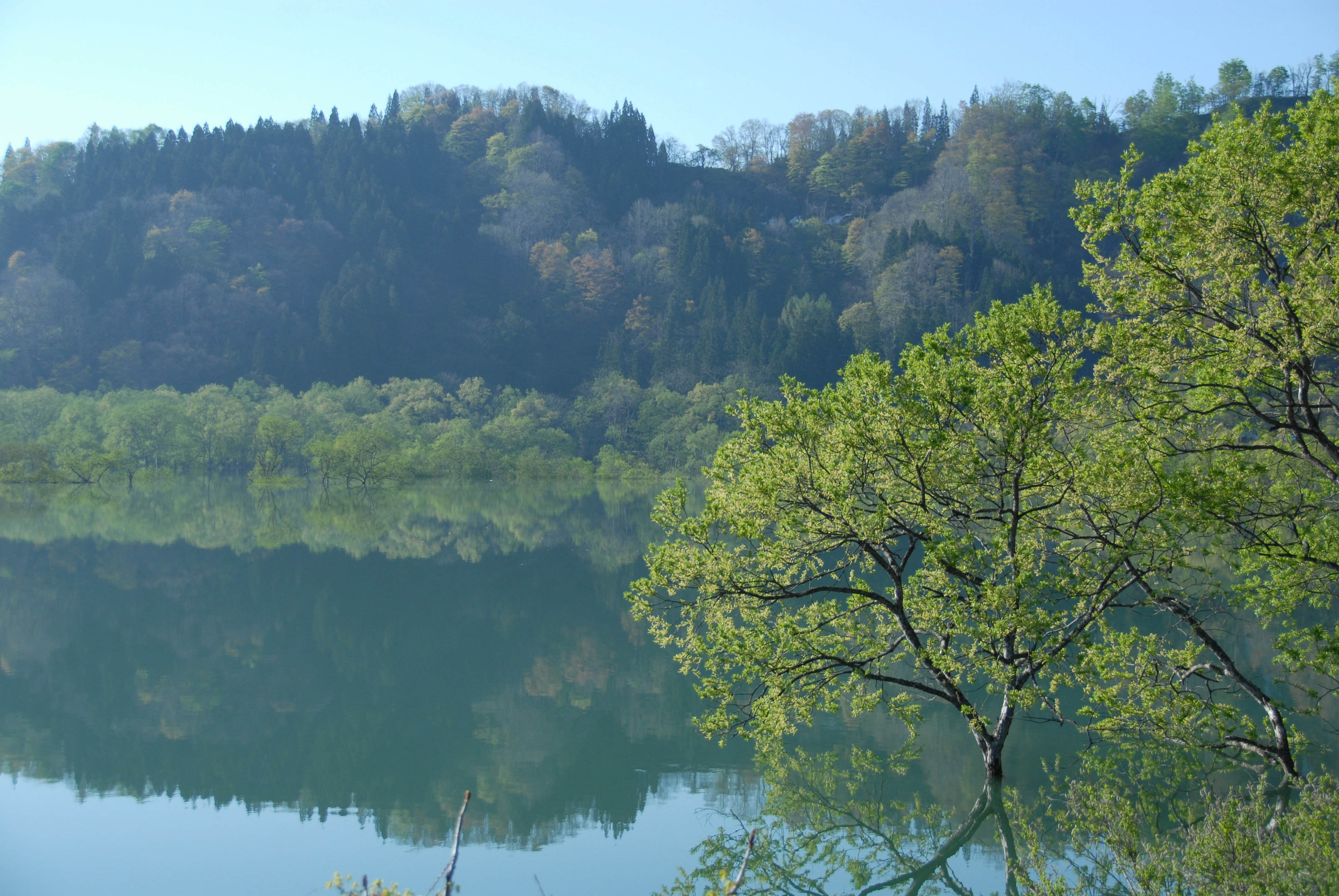
白川湖の水没林

５月にかけて雪解け水を下流域の田植えに向けダム湖に雪解け水を貯水する期間、ダム湖の水位は満水となる。これにより岸辺に生えているシロヤナギの根本が沈み、芽吹いた新緑の葉が水面に映り込んだ景観が現れる。季節的にも湖面に朝靄が発生しやすく、より幻想的な姿を見せる。白川湖が満水となり、木々が芽吹く４月中旬から、放水が始まる５月中旬までの約１カ月しか見る事ができない。５月中旬の放水が始まると水位が下がり見ることができなくなる。
見頃となる4月中旬から5月中旬は交通渋滞対策のため白川湖岸公園内に臨時駐車場が設けられる。

### 周辺施設
- 白川温泉 白川荘
- コテージ村 木湖里館
- 白川ダム湖畔公園
- 白川湖畔オートキャンプ場
- 流の森センター

ダムへは米沢市より国道113号を小国町方面へ向い、飯豊町手の子地先で県道に入り直進する。交差点付近に白川ダムの案内標識板が設置されている。

## ギャラリー

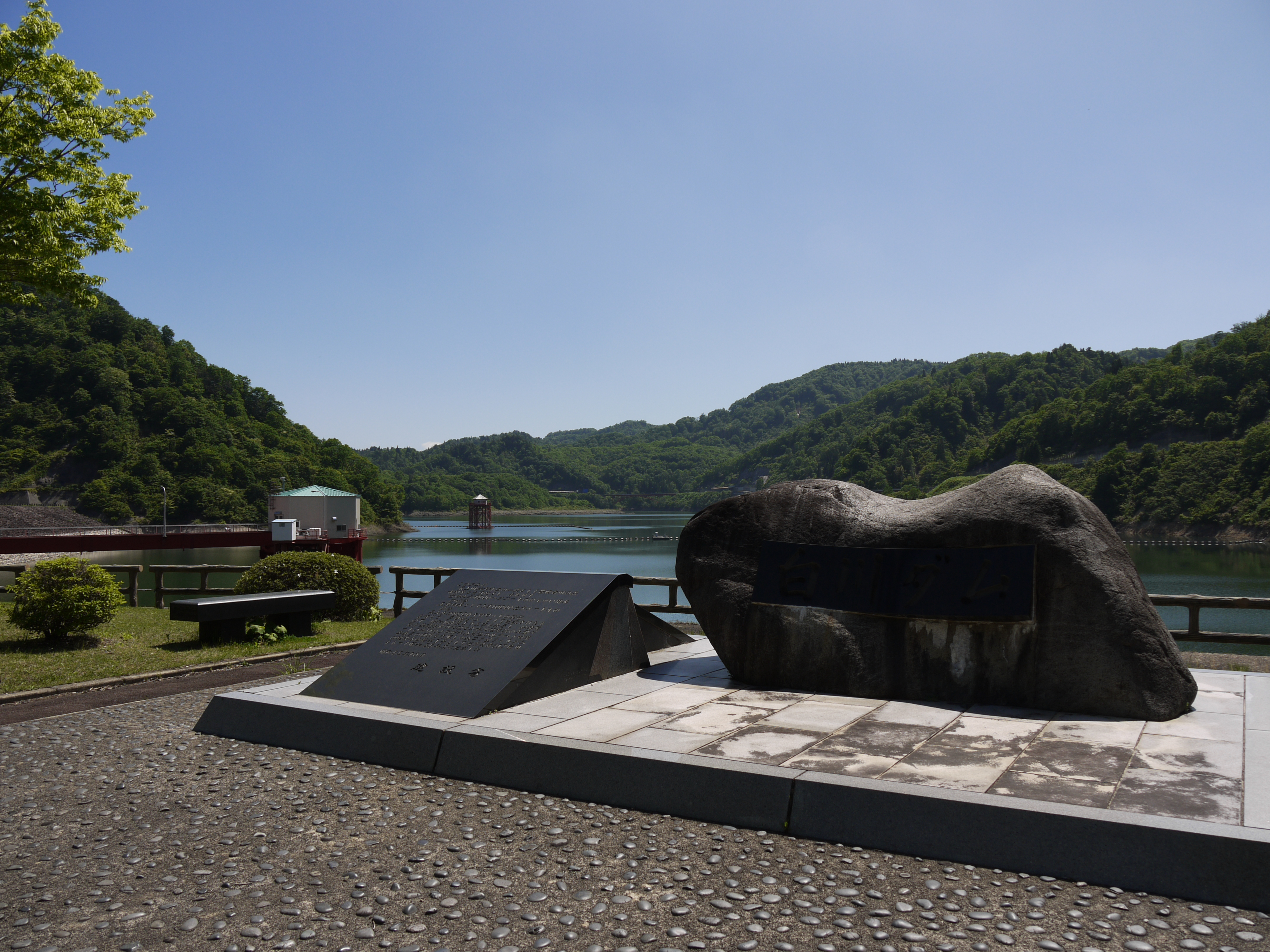
石碑（2013年5月31日）
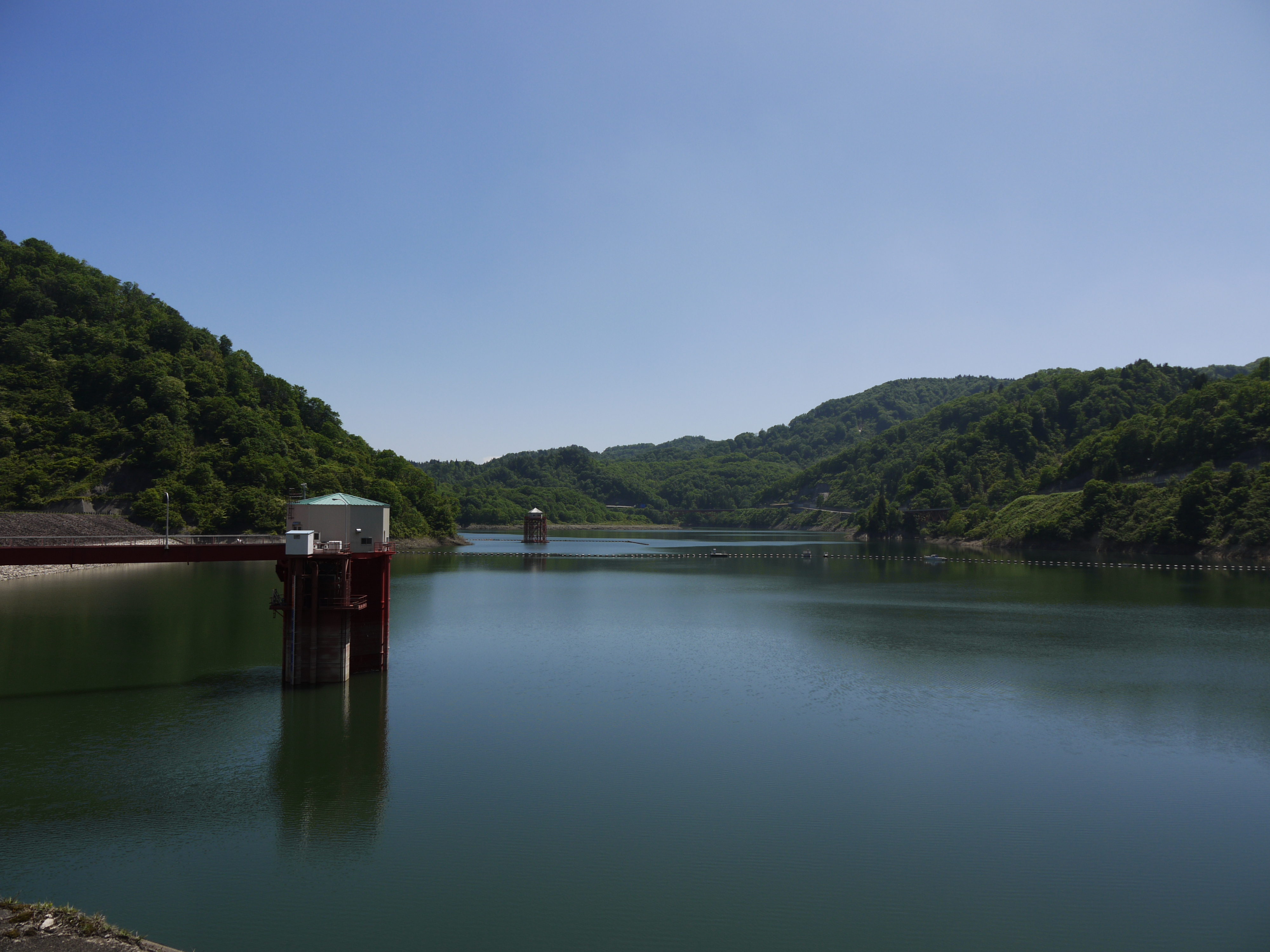
白河ダムのダム湖 白川湖 春（2013年5月31日）
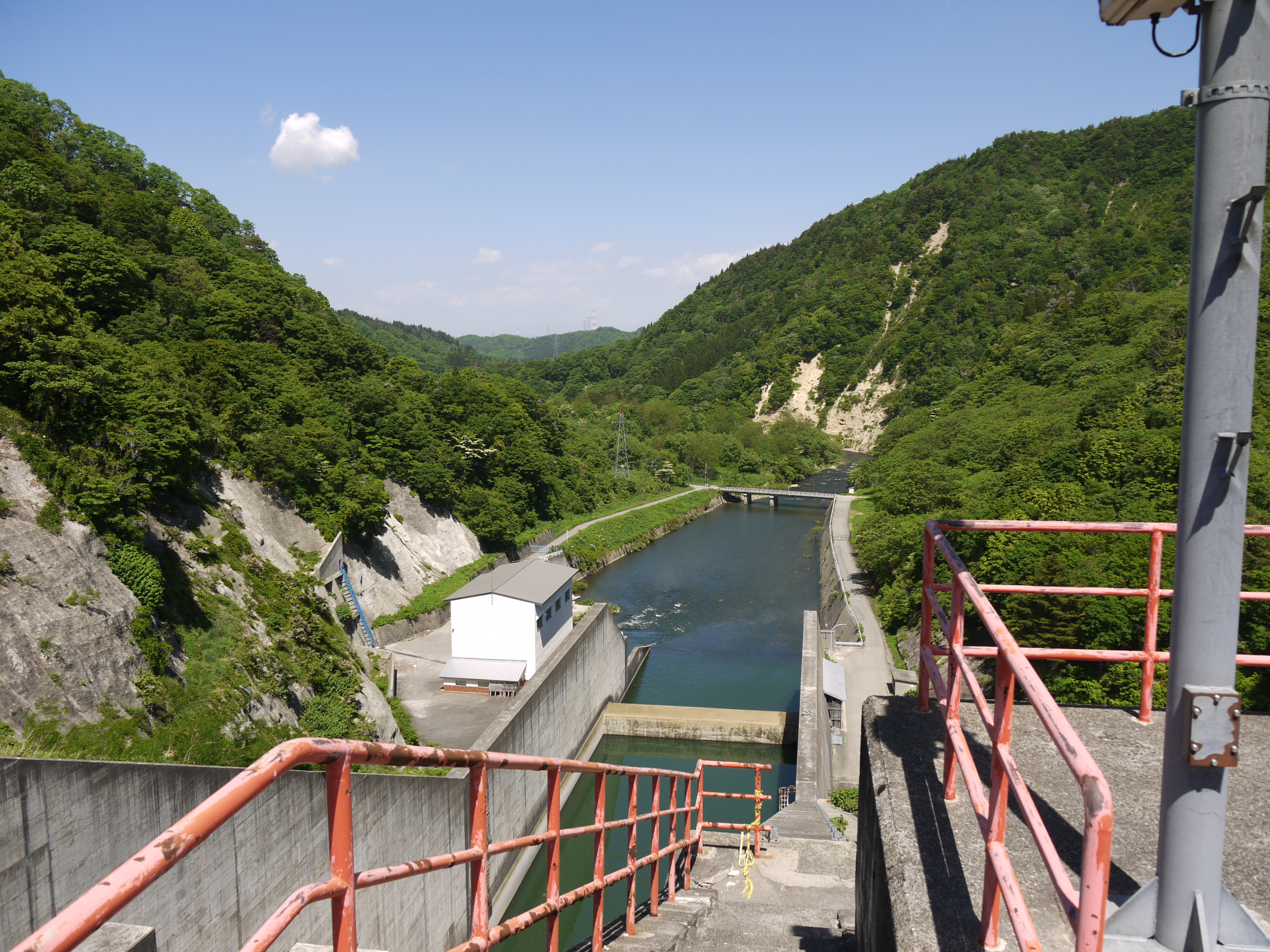
下流の様子（2013年5月31日）